# Symphony of Enchanted Lands II: The Dark Secret
Symphony of Enchanted Lands II: The Dark Secret je šesté studiové album od italské kapely Rhapsody of Fire, v době vydání působící pod názvem Rhapsody.

## Seznam skladeb
1. „The Dark Secret - Ira Divina“ – 4:12
2. „Unholy Warcry“ – 5:53
3. „Never Forgotten Heroes“ – 5:32
4. „Elgard's Green Valleys“ – 2:19
5. „The Magic of the Wizard's Dream“ – 4:30
6. „Erian's Mystical Rhymes - The White Dragon's Order“ – 9:15
7. „The Last Angels' Call“ – 4:36
8. „Dragonland's Rivers“ – 3:44
9. „Sacred Power of Raging Winds“ – 10:06
10. „Guardiani del Destino“ – 5:50
11. „Shadows of Death“ – 8:13
12. „Nightfall on the Grey Mountains“ – 7:20